# Kriegerdenkmal Asendorf

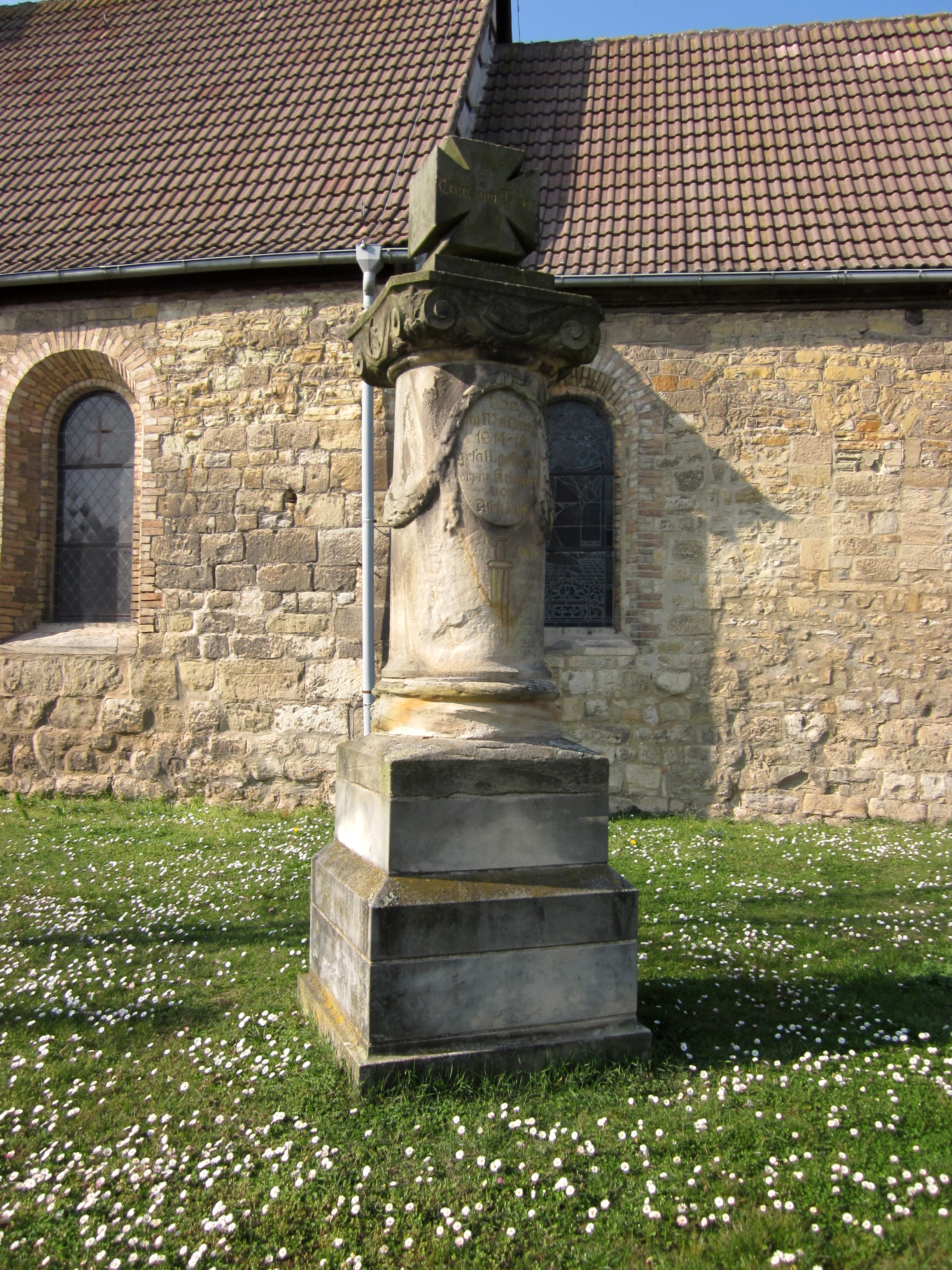
Das Kriegerdenkmal von Asendorf in der Nähe der Kirche

Das Kriegerdenkmal Asendorf ist ein denkmalgeschütztes Kleindenkmal in Asendorf, einem Ortsteil von Dornstedt in der Gemeinde Teutschenthal in Sachsen-Anhalt. Im Denkmalverzeichnis ist das Kriegerdenkmal unter der Erfassungsnummer 094 55608 als Baudenkmal verzeichnet.
Das Kriegerdenkmal befindet sich an der Schraplauer Straße (ehem. Straße des Friedens) südlich der Kirche St. Nikolaus. Bei dem Kleindenkmal handelt es sich um eine Säule, die von einem Eisernen Kreuz gekrönt und mit einem nach unten gerichteten Schwert verziert ist. Die Säule steht auf einem mehrstufigen Postament, das Kreuz wurde auf einem ionischen Kapitell platziert. Das Kriegerdenkmal wurde für die im Ersten Weltkrieg Gefallenen und Vermissten des Dorfes errichtet, deren Namen an der Sandsteinsäule vermerkt sind.